# Остојића палата у Суботици
Остојића палата у Суботици се налази на Тргу Републике бр. 4, подигнута је 1848. године и као заштићено непокретно културно добро има статус споменика културе од великог значаја.
Део зграде на броју 4, који је припадао трговцу Јовану Остојићу има уклесану годину градње 1848. на балкону, док је део са бројем 6 подигнут вероватно годину дана раније за предузетника Имре Јакопчића.

## Изглед
Изведена је у духу класицизма, сведених декоративних елемената са приземљем и спратом. Зидно платно деле на пет делова два истакнута ризалита, наглашена балконима са оградама од кованог гвожђа и надвишена троугаоним забатима. На средини грађевине, делећи је на симетричне делове, постављена је широка, благо лучно засведена капија са картушом. Каснијим преправкама 1891, 1902, као и 1907. године, према пројекту архитекте Гезе Коцка, палата је знатно измењена, како новим декоративним елементима, тако и доградњама низа делова на парцели са свих страна, али остављеним унутрашњим атријумским двориштем.
Конзерваторски радови завршени су 1985. године.